# Mauro Valdés
Mauro Valdés Raczynski (10 de enero de 1968) es un abogado chileno que ejerció como director ejecutivo de la estatal Televisión Nacional de Chile (TVN) entre 2010 y 2014.
Con larga experiencia en el sector gremial, destacó en el ámbito corporativo por la actividad realizada en el grupo minero BHP Billiton.

## Familia y estudios
Es el mayor de diez hermanos. Se formó en el Colegio Tabancura de la capital y más tarde en derecho en la Pontificia Universidad Católica de Chile. Posteriormente alcanzó un magíster en la misma disciplina en la Universidad de Hamburgo, en Alemania, país donde vivió tres años.

## Carrera profesional
Ejerció su profesión en la Compañía Sudamericana de Vapores y el estudio Larraín y Asociados. Entre 1999 y 2002 ejerció como gerente general del Consejo Minero, organismo gremial que agrupa a las principales empresas del sector en Chile.< Tras ocupar esa responsabilidad integró el Comité Ejecutivo de la entidad como director.
En la gigante BHP Billiton se desempeñó por ocho años como vicepresidente de Asuntos Corporativos y Comunicaciones y miembro del Comité Ejecutivo de la división de Metales Base. Desde su puesto en el conglomerado dueño de Minera Escondida, entre otros yacimientos, patrocinó iniciativas culturales como el Santiago a Mil y el centro cultural Lastarria 90, fundado por Luciano Cruz-Coke. También fue promotor de actividades ligadas al mundo de la educación, como presidente de la Fundación Educacional Minera Escondida.
Su nombre fue aprobado por la unanimidad del directorio de TVN el 14 de julio de 2010. En septiembre de 2011, en plena gestión suya, tuvo lugar el accidente del C-212 Aviocar de la Fuerza Aérea de Chile, en el archipiélago Juan Fernández, siniestro en el que perecieron cinco funcionarios de la estación, entre ellos el animador Felipe Camiroaga y el periodista Roberto Bruce. Renunció al cargo en junio de 2014, poco tiempo después de la salida de la Presidencia de la República de Sebastián Piñera y el inicio del segundo gobierno de Michelle Bachelet.
En 2015 asumió como Presidente del Programa Nacional de Minería Alta Ley, iniciativa público-privada que busca desarrollar una industria de bienes y servicios basada en ciencia y tecnología con aplicación en minería.  
Adicionalmente, es Cofundador y Presidente de Dinámica Plataforma, empresa que desarrolla estrategias de vínculo entre el mundo productivo, las comunidades y la institucionalidad, para propiciar dinámicas virtuosas de inserción territorial.
Ha sido director de la Fundación Chile y de la Cámara Chileno-Alemana de Comercio e Industria y de AccionRSE.